# Кубок Наследного принца Катара 2003
Кубок Наследного принца Катара 2003 годов — 9-й розыгрыш Кубка Наследного принца Катара, проходивший с 11 по 18 апреля. В соревновании приняли участие 4 лучшие команды Катара по итогам Лиги звёзд Катара 2002/2003.

## Участники
- Катар СК : чемпион Лиги звёзд Катара 2002/2003
- Ас-Садд : 2-е место в Лиге звёзд Катара 2002/2003
- Аль-Хор : 3-е место в Лиге звёзд Катара 2002/2003
- Аль-Иттихад : 4-е место в Лиге звёзд Катара 2002/2003

## Детали матчей

### 1/2 финала
| Ас-Садд               | 1 – 0 | Аль-Хор |
| --------------------- | ----- | ------- |
| Замель Аль-Кавари 61′ |       |         |

| Катар СК               | 1 – 2 | Аль-Иттихад                                  |
| ---------------------- | ----- | -------------------------------------------- |
| Фабрис Аква 80′ (пен.) |       | Освалдо 38′ (пен.) · Кристиан Монтесинос 90′ |

| Аль-Иттихад                                | 2 – 0 | Катар СК |
| ------------------------------------------ | ----- | -------- |
| Насер Камиль 11′ · Кристиан Монтесинос 65′ |       |          |

| Аль-Хор                                     | 2 – 4 | Ас-Садд                                                    |
| ------------------------------------------- | ----- | ---------------------------------------------------------- |
| Валид Мухиддин 72′ · Хассан Абдулраззак 78′ |       | Абдулла Кони 39′ · Сержио 62′, 82′ · Замель Аль-Кавари 74′ |

### Финал
| Аль-Иттихад | 0 – 2 | Ас-Садд                                    |
| ----------- | ----- | ------------------------------------------ |
|             |       | Замель Аль-Кавари 31′ · Мухаммед Хулам 75′ |

| Кубок Наследного принца Катара Победитель 2003 |
| ---------------------------------------------- |
| Ас-Садд 2-й титул                              |